# Африка де лас Ерас Гавілан
Áфрика де лас Ерас Гавілáн (ісп. África de las Heras Gavilán; 27 квітня 1909, Сеута, Іспанське Марокко — 8 березня 1988, Москва, СРСР) — совєцька шпигунка, полковник.

## Біографія
Народилася 26 квітня 1909 року в місті Сеута, Іспанське Марокко. Батько — Сойл де лас Ерас Хіменес, військовий архіваріус; мати — Віртудес Гавілан де Про, домогосподарка.
До 1923 році навчалася в Мадриді в коледжі «Святе серце Ісуса», потім продовжила здобувати освіту в монастирській школі в місті Мелільї.
У 1933 році, після раптової смерті батька, Африка розпочала самостійне життя. Вона остаточно переїхала до Іспанії. Працювала в Мадриді на текстильній фабриці, вступила до лав Комуністичної партії і незабаром взяла участь у підготовці збройного повстання гірників в Астурії. Після придушення цього повстання владою Африка більше року перебувала на нелегалному стані в підпіллі.

### Громадянська війна в Іспанії
З початком Громадянської війни в Іспанії в 1936 році Африка де лас Ерас пішла на фронт. Вела боротьбу на боці республіканців, була делегатом компартії в уряді Народного фронту.
У 1937 році вона почала співпрацювати з радянською зовнішньою розвідкою, увійшовши до складу її мадридської резидентури. Виконувала спеціальні завдання в різних країнах. Через втечу резидента Олександра Орлова НКВД довелося відкликати з Мексики свою агентку Африку де Лас Ерас, впроваджену в секретаріат Троцького ще в Норвегії для організації його ліквідації. Це пов'язано з тим, що вона була добре знайома з Орловим, який міг її видати. Наприкінці 1938 року була нелегально вивезена в Радянський Союз, де отримала радянське громадянство і почала працювати в текстильній промисловості.

### Німецько-совєцька війна
На початку Німецько-совєцької війни вона домоглася направлення на фронт. Спочатку потрапила в спеціальну медичний підрозділ Окремої мотострілкової бригади особливого призначення НКВС. Потім навчалася на прискорених курсах радистів (закінчила в травні 1942 року) і була направлена в розвідувально-диверсійний загін «Переможці», який тільки-но почав формуватися під командуванням майбутнього Героя Радянського Союзу Дмитра Миколайовича Медведєва, який мав діяти на окупованій німцями території. У ніч на 16 червня 1942 року група, до складу якої входила Африка, була скинута на парашутах поблизу станції Товстий Ліс у Західній Україні і для Африки почалася бойова робота в тилу противника.
У кінці 1944 року Африка знову прибула до Москви, де їй було зроблено пропозицію про перехід на роботу в нелегальний підрозділ зовнішньої розвідки. З цього часу почалися спеціальна підготовка, здобуття необхідних навичок для ведення розвідки з нелегальних позицій. І знову, тепер вже в мирний час, Африка опинилася на розвідувальній роботі.

### Після війни
У січні 1946 року на автомашині її вивезли з Берліна в Париж, де згодом вона зуміла надійно влаштуватися, видаючи себе за біженку, яка нібито наприкінці 1945 року перейшла іспано-французький кордон. У 1947 році Центром було прийнято рішення направити Африку вже для розвідувальної роботи в одну з країн Латинської Америки. У грудні 1948 року вона завершила всі свої справи у Франції і виїхала в країну призначення[уточнити], у якій їй судилося працювати двадцять років.
У травні 1956 року вона отримала з Центру радіограму, в якій повідомлялося, що до неї в якості резидента направляють «італійського товариша». Розвідниця виїхала до столиці сусідньої держави, де незабаром сталася зустріч розвідників-нелегалів. Згідно з розробленою оперативною легендою-біографію в Москві, вони повинні були стати чоловіком і дружиною. Не замислюючись над завданням, вона погодилася вкотре із поставленим завданням Центру щодо пропозиції й уклала шлюб з незнайомою раніше людиною — Валентино Маркетті (справжнє ім'я — Джованні Антоніо Бертоні, оперативний псевдонім — Марко). Хоча Африка й Марко створили сімейну пару з волі Москви, щоб сприяти виконанню поставлених перед ними важливих розвідувальних завдань, їхній шлюб виявився щасливим. Вони прожили разом вісім років. 1 вересня 1964 році Марко раптово помер. Після смерті чоловіка Африка продовжувала активно працювати ще три роки.
Восени 1967 року Африка де лас Ерас залишила Латинську Америку та повернулася до Москви. Однак ще тричі їй довелося виїжджати за кордон у відрядження для шпигунської діяльності.
Починаючи з 1971 року, Африка активно брала участь у підготовці радянських шпигунів-нелегалів , передаючи їм свій досвід. Серед її учнів була сімейна пара Віталій Нетикса і його дружина Тамара Іванівна, які пізніше шпигували на користь СССР в Латинській Америці. 
Померла 8 березня 1988 року в Москві й була похована на Хованському кладовищі.

## Нагороди
- За активну участь в бойових діях і в партизанському русі — нагороджена орденом Червоної Зірки, а також медалями «За відвагу» і «Партизану Вітчизняної війни» 1-го ступеня.
- За шпигунство ("досягнуті результати в нелегальній роботі і проявлені при цьому ініціативу і наполегливість") — була нагороджена другим орденом Червоної Зірки і другою медаллю «За відвагу».
- У березні 1976 року Указом Президії Верховної Ради СРСР за особливі заслуги була удостоєна ордена Леніна, а в травні 1985 року — їй було вручено орден Вітчизняної війни 2-го ступеня.

## Пам'ять
Африці де лас Ерас присвячено низку художніх творів:
- фільм «Жінка під грифом „ТАЄМНО“» (Виробництво ТОВ «Студія АРТЕЛЬ», 2010 рік, на замовлення Першого каналу РФ) з Естрелла Сапатеро в головній ролі[3].
- книга Дмитра Медведєва «Це було під Рівним»[4].